# Odontamblyopus rubicundus
Odontamblyopus rubicundus es una especie de peces de la familia de los Gobiidae en el orden de los Perciformes.

## Morfología
- Los machos pueden llegar a alcanzar los 25 cm de longitud total.
- Número de vértebras: 27.[1][2]

## Hábitat
Es un pez de clima subtropical y bentopelágico. (20 °C-30 °C)

## Distribución geográfica
Se encuentra en la India, Birmania y Bangladés.

## Observaciones
Es inofensivo para los humanos.